# Sorraia
Vous lisez un « bon article » labellisé en 2022.
Pour l’article ayant un titre homophone, voir Soraya.
Le Sorraia (portugais : Sorraia) est une race de chevaux dont l'origine est très ancienne, découverte au Portugal au début du XXe siècle par l'agronome et éleveur Ruy d'Andrade. Caractérisé par sa morphologie archaïque bien que proche du cheval ibérique et par sa robe exprimant le gène Dun, le Sorraia est généralement de couleur souris, avec des marques primitives. Le Sorraia montre une grande ressemblance avec les chevaux préhistoriques, bien que ses origines exactes restent à déterminer. Si sa relation avec certains chevaux exportés vers les Amériques durant la Renaissance est possible, il n'existe pas de preuve solide de sa relation avec le Barbe, le Lusitanien et les autres chevaux ibériques. 
Tous les Sorraia actuels descendent d'un très petit groupe de reproducteurs, sélectionnés au XXe siècle par la famille d'Andrade. La race a subi un goulet d'étranglement de population et présente une très faible diversité génétique, ce qui fait peser sur elle une lourde menace d'extinction et entraîne des problèmes d'infertilité. 
Le Sorraia est désormais surtout élevé par curiosité, notamment en raison de sa couleur de robe, bien qu'il puisse être monté, bâté et attelé. Sa population est très réduite et ne compte pas plus de quelques centaines d'individus. La plupart des sujets sont au Portugal et en Allemagne, quelques-uns ayant été exportés vers la France, le Canada et le Brésil.

## Dénomination

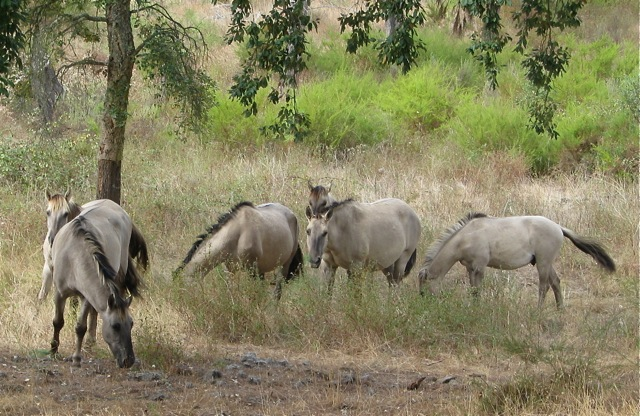
Groupe de Sorraia dans la Vale de Zebro au Portugal.

L'agronome Ruy d'Andrade explique durant son intervention au XIIe congrès international de zoologie, en 1935, qu'il a choisi le nom de « chevaux du Sorraia » (en portugais : cavalo do Sorraia) pour désigner cette race. Ce nom a été repris en anglais et en français,,.
Dans leur région d'origine, ces animaux sont décrits en fonction de leur couleur. Ceux dont la robe est dans les tons jaunes sont nommés baio, tandis que ceux de robe dans les tons gris souris sont nommés rato ; les individus portant de nombreuses zébrures sont nommés gateado, signifiant « zébré » en portugais. Le nom de Sorraia a été donné à ce cheval en référence à deux rivières situées dans son biotope d'origine. Au Portugal moderne, il est parfois nommé zebro en raison des zébrures sur ses membres. Le nom zebra est attesté dans des documents médiévaux pour désigner un équidé portugais, qui pourrait être l'ancêtre du Sorraia.
D'après l'éleveuse et autrice allemande Oelke Hardy, le Sorraia était autrefois confondu avec le Marismeño (cheval des marais), mais les deux races ont ensuite connu une évolution divergente, ce qui a conduit à l'abandon du nom de Marismeño pour désigner le Sorraia, afin d'éviter toute confusion entre ces deux races.

## Histoire
En raison de son aspect archaïque et de sa valeur patrimoniale, le Sorraia suscite l'intérêt de nombreux zoologues et généticiens,. Son histoire même est l'objet de fortes controverses,. Si la plupart des sources décrivent l'éleveur et agronome Ruy d'Andrade comme le découvreur de cette race, l'enseignant-chercheur Carlos Henriques Pereira note que d'Andrade l'a croisé avec d'autres chevaux présentant des caractéristiques primitives, et estime qu'il a donc « réinventé » la race. Il existe un antagonisme entre les personnes qui soutiennent que Ruy d'Andrade a découvert une race de chevaux primitifs, et celles qui estiment qu'il a sélectionné des chevaux à la couleur de robe primitive parmi une population portugaise présentant originellement des couleurs de robe variées.

### Origine
Les études génétiques menées sur le Sorraia n'ont pas permis de déterminer quel est son plus proche parent, et se révèlent non-concluantes. Les études génétiques récentes sur l'ADN mitochondrial montrent que le Sorraia appartient à un cluster de gènes largement séparé de la plupart des races ibériques,,,,. Cette situation est attribuée à la très faible diversité génétique des Sorraia subsistants. Cette variabilité génétique très faible ne permet pas de rattacher le Sorraia à un cluster particulier. 
Historiquement, de nombreuses hypothèses ont été formulées. 
Le Sorraia est considéré comme l'un des premiers chevaux à avoir été domestiqués en Europe, et comme un patrimoine de l'histoire du cheval ibérique,. Hermann Ebhardt inclut en 1962 le Sorraia à une liste de quatre chevaux sauvages, avec l'Exmoor, le Takh et le Pur-sang Ur. Il est ensuite désigné comme un descendant direct d′Equus stenonius,,, à la suite d'une théorie émise en 1977 par Daphne Machin Goodall dans son ouvrage A History of Horse Breeding, et qui en fait une sous-espèce ancienne à l'origine des chevaux domestiques de la Péninsule Ibérique. 

#### Une relation avec le Tarpan?

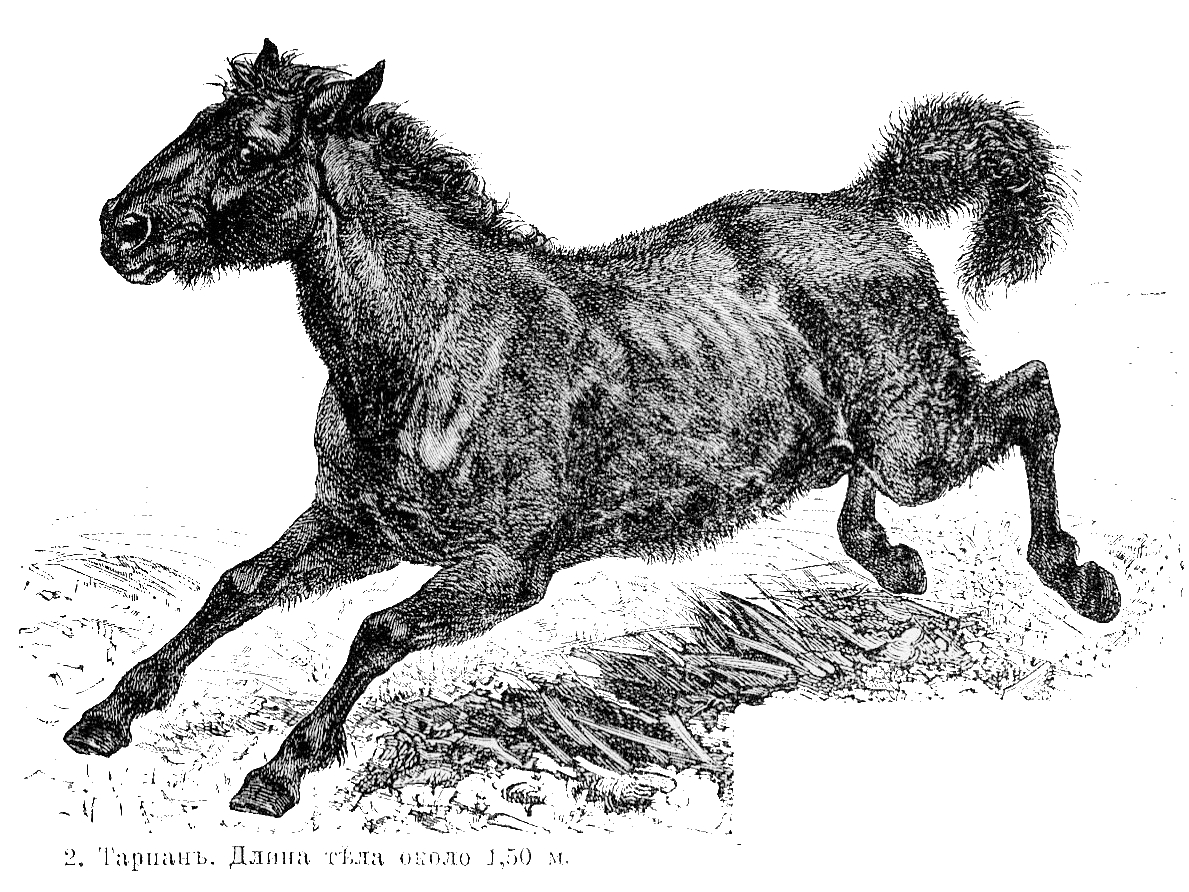
Un Tarpan (Equus ferus ferus), cheval sauvage considéré comme proche du Sorraia.

La parenté éventuelle du Sorraia avec le Tarpan ne peut pas être évaluée, puisque le Tarpan s'est éteint.
Plusieurs auteurs soulignent cependant une proximité du Sorraia avec le Tarpan, l'autrice du guide Delachaux Élise Rousseau allant jusqu'à affirmer qu'il en descend directement. Le journaliste autrichien Martin Haller, plus prudent, déclare comme possible que le Sorraia constitue une « variante méridionale du Tarpan ». Cette possibilité reste ouverte, notamment selon les chercheurs Lilla Lovász et al. (2021).

#### Une relation avec le Przewalski?

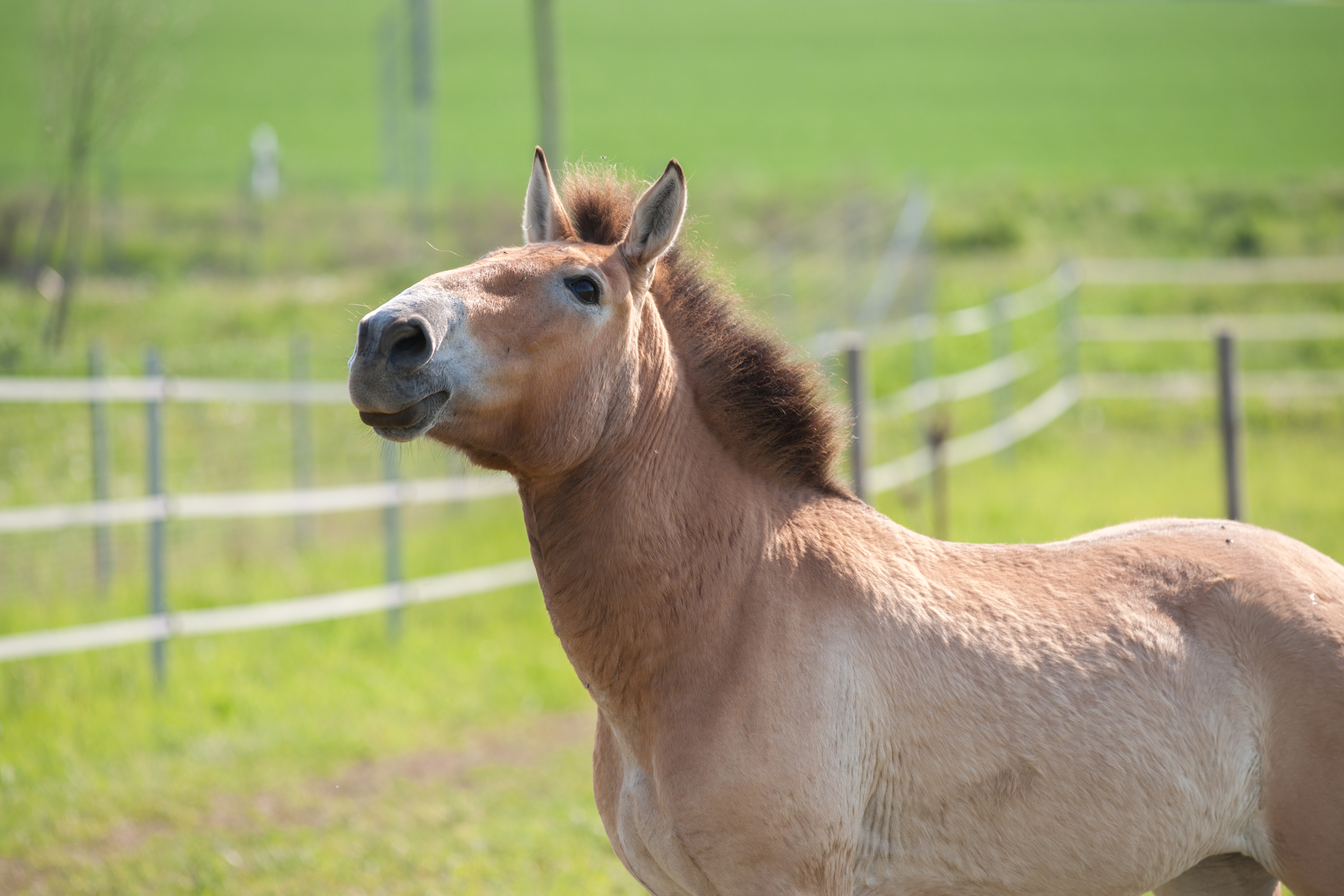
Un cheval de Przewalski.

Dans les ouvrages généralistes, Le Sorraia est souvent présenté comme un croisement entre le Tarpan et le cheval de Przewalski,,,. Les autrices Héléna Kholová (tchèque) et Bonnie Lou Hendricks (Université de l'Oklahoma) jugent cette information erronée, car le Przewalski n'a jamais été présent en Europe occidentale,.
Plusieurs études utilisant l'ADN mitochondrial ont montré une relation entre le Sorraia et le cheval de Przewalski,,, en ce que le cheval de Przewalski présente un haplotype unique (A2) que l'on ne trouve pas chez les chevaux domestiques, et qui diffère par un seul nucléotide de l'un des principaux haplotypes du Sorraia (JSO41, puis A7),,. En comparaison, les distances génétiques au sein du cheval domestique atteignent 11 nucléotides de différence,,. Cette relation est infirmée par une autre étude qui analyse des données microsatellites, publiée en 2004, qui conclut à une très grande distance génétique entre le Przewalski et le Sorraia.

#### Convergences morphologiques
Les généticiens à l'origine des études sur les chevaux ibériques soulignent que la convergence morphologique ne constitue pas un critère fiable pour évaluer une parenté entre deux races de chevaux. Cependant, certaines représentations des gravures rupestres de grottes préhistoriques ressemblent au Sorraia,,, en particulier celles de La Pileta, datées de 25 000 ans. La couleur de robe du Sorraia, avec ses marques primitives, est proche de celle des chevaux dépeints dans ces grottes,.
Morphologiquement, le Sorraia est également proche des races Gallego et Asturcón. D'Andrade insiste sur sa proximité avec le Marismeño, présent en Espagne.

### Influence sur les races de chevaux modernes
Bien que Ruy d'Andrade suppose que le Sorraia soit l'ancêtre des chevaux ibériques présents dans le sud de la péninsule,, et que ce propos soit largement repris,, il n'existe pas de preuve solide de cette relation. Une lignée maternelle perdue du Sorraia a cependant été retrouvée chez le Lusitanien.
La question de savoir si le Sorraia est une forme primitive du cheval ibérique ou bien une simple population férale reste donc débattue. Plusieurs auteurs lui attribuent une parenté avec le Barbe, en raison de points communs morphologiques, notamment de son profil de tête nettement convexe,,, ; pour Ruy d'Andrade, le Sorraia est l'ancêtre du Barbe. Selon Hendricks, le Sorraia a migré durant la Préhistoire en traversant le détroit de Gibraltar, et serait au moins en partie à l'origine du Barbe. Cependant, cette théorie n'est pas validée par les études génétiques incluant le Barbe,.
Il existe des haplotypes en commun entre les chevaux modernes des Amériques et le Sorraia,, plus précisément avec certaines lignées du Mustang espagnol et du Criollo d'Amérique du Sud. Le Sorraia est donc aussi présenté comme l'un des ancêtres des chevaux exportés vers les Amériques,,, notamment vers le Brésil.

### Déclin et sauvegarde

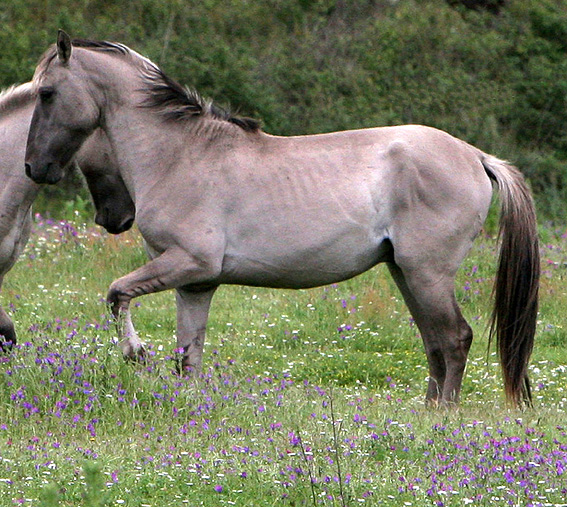
Un étalon Sorraia de la Vale de Zebro, une réserve portugaise.

Cette race de chevaux est découverte accidentellement par Ruy d'Andrade, qui trouve une petite harde d'animaux portant des caractéristiques primitives évidentes au début des années 1920,. Son biotope originel se situe en Espagne et au Portugal, dans la Vale do Sorraia,, une région portugaise située entre les rivières Sor (pt) et Raia (pt),, affluent du Sorraia (pt) qui se jette dans l'estuaire du Tage, à l'est de Lisbonne. Il y est élevé dans les vallons, tandis que les parties hautes sont dévolues à l'élevage bovin. Ces chevaux de type primitif se raréfient en raison des croisements fréquents avec d'autres races.
Autrefois utilisé pour l’équitation de travail et les travaux de ferme,, le Sorraia vit en petits troupeaux sauvages. Avec l'arrivée de la motorisation de l'agriculture, la race est laissée à l'abandon et décline,. L'éleveur renommé de Lusitanien Ruy d'Andrade en capture et conserve une harde durant les années 1930. En 1935, il sélectionne 10 individus (7 juments et 3 étalons) et démarre un programme d'élevage, dans le but de fixer les caractéristiques primitives de la race,. Il déclare avoir cherché des animaux portant beaucoup de rayures, mais échoué à trouver des chevaux de cette robe car ils sont très rares. La popularité du Sorraia à l'époque s'inscrit dans le contexte d'une recherche de chevaux ayant conservé leurs caractéristiques sauvages. L'initiative privée et individuelle de Ruy d'Andrade est aussi un exemple de sauvegarde d'une race animale menacée grâce à l'action d'une personne unique.
En 1948, un étalon Criollo argentin à la robe Dun est adjoint au programme d'élevage de Ruy d'Andrade ; c'est le seul cheval d'origine extérieure qui ait influencé le Sorraia. Les efforts de l'agronome et éleveur, ainsi que de son fils Fernando, permettent de sensibiliser à l'importance de conserver cette race,. En 1975, deux autres centres d'élevage voient le jour. Le premier élevage hors de la péninsule ibérique est créé en 1976, en Allemagne, avec 3 juments et 3 étalons. Le stud-book (registre généalogique) du Sorraia est créé en 1993, puis officiellement fonctionnel en 2004, enregistrant alors 564 animaux depuis les origines de la race jusqu'à décembre 2002.

## Description

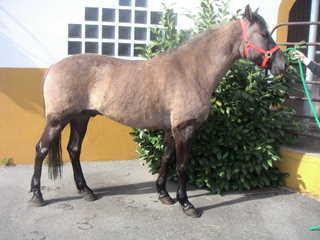
Sorraia au modèle.

Le Sorraia appartient au groupe des races de chevaux de type primitif.

### Taille et poids
Les données de taille et de poids de référence indiquées sur la base de données DAD-IS de la FAO indiquent une taille de 1,40 m en moyenne chez les juments et de 1,45 m en moyenne chez les mâles, pour un poids médian respectif de 350 et 400 kg.
Les auteurs donnent des mesures diverses. L'Anglais Elwyn Hartley Edwards cite entre 1,42 m et 1,47 m (2016), le journaliste autrichien Martin Haller et le Guide Delachaux (2016) donnant une fourchette plus large, de 1,40 m à 1,50 m,, avec une médiane à 1,44 m pour les femelles et 1,48 m pour les mâles. Nicola Jane Swinney le décrit comme un poney de 1,40 m à 1,45 m ; Emmanuelle Hubrecht et Cheval Magazine lui attribuent une taille moyenne de 1,45 m, et le classent parmi les chevaux et non parmi les poneys, bien que sa taille corresponde à la catégorie officielle des poneys,.
Kholová lui attribue une taille de 1,22 m à 1,32 m (en 1997), et les auteurs italiens 1,24 m à 1,32 m,. Ruy d'Andrade et Bonnie Lou Hendricks soulignent l'existence de petits chevaux hauts d'1,30 m,.

### Morphologie
Il existe des divergences entre les auteurs dans la description du Sorraia. Pour la majorité des auteurs, le Sorraia est un cheval de modèle léger, notablement plus fin que les autres chevaux rattachés au type primitif,. Les auteurs italiens le décrivent comme de modèle médio-longiligne,. C'est aussi l'opinion de Bonnie Lou Hendricks (université de l'Oklahoma), qui estime le modèle du Sorraia trop éloigné de celui du poney, et le qualifie de « petit cheval » en raison notamment de ses jambes longues. Emmanuelle Brengard, de Cheval Magazine, le compare à un cheval ibérique de format réduit.
Pour Kholová, le Sorraia présente au contraire un aspect général plutôt rond et court sur jambes. De plus, il existe des différences de morphologie entre les Sorraia à l'état sauvage et à l'état domestique, les chevaux sauvages étant perçus comme moins étoffés et plus laids que ceux issus d'élevages. 

#### Tête

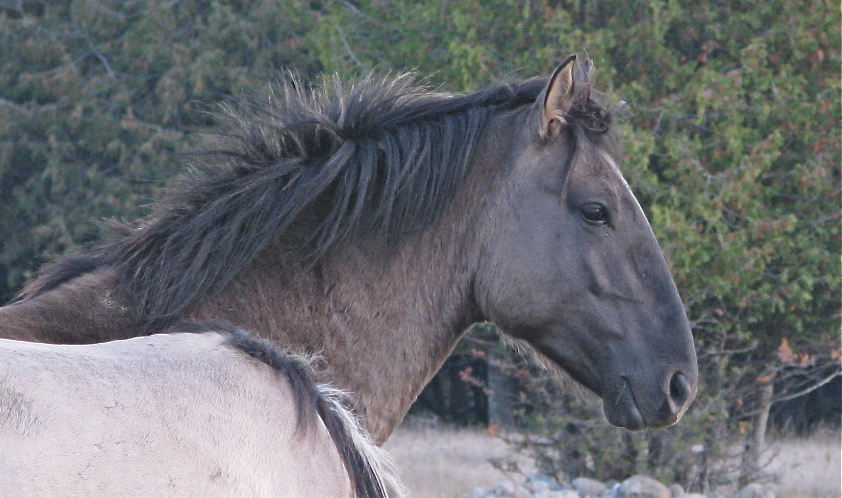
Tête d'un Sorraia, grosse avec un profil busqué.

Le Sorraia présente une grande et grosse tête au profil le plus souvent nettement convexe / busqué,,,,, dite « tête romaine », avec une apparence générale cunéiforme, et de petites ganaches. Bongianni décrit un profil de tête rectiligne ou légèrement convexe. La tête est à la fois longue, et étroite,,, avec une grande distance entre les yeux et le museau. Les naseaux sont petits. Martin Haller lui décrit une apparence de « noblesse ». Sa tête longue et busquée le différencie nettement du poney celte
Les yeux sont petits et placés haut sur la tête,. Les oreilles sont longues,, et incurvées.

#### Corps et membres
L'encolure est longue, mince et fine, selon la majorité des auteurs, portée haut,, décrite comme bien formée par Hendricks, mais son attache et sa conformation sont jugées défectueuses par les auteurs italiens,. Cheval magazine la décrit comme courte. 
L'épaule est longue, peu musclée et peu inclinée, voire droite,. Le garrot est bien défini, et plutôt haut,,. Le corps est étroit, et anguleux, avec un poitrail et un thorax peu développés, mais une poitrine profonde. La ligne dorso-lombaire est droite,, et courte. L'arrière-main est faible. La croupe est courte et inclinée,,,, avec des reins forts et relevés, et une queue attachée bas,,,. Les membres sont longs,, notamment en termes de longueur des canons, minces voire grêles mais solides, avec des articulations fortes,, et prononcées. Les paturons sont longs, et inclinés. Les pieds sont grands selon Kholová, petits selon Cheval Magazine, proportionnés au corps, arrondis, très durs et sains,.

### Robe

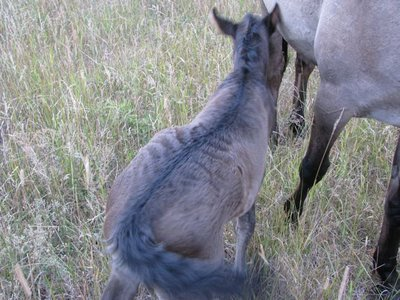
Poulain Sorraia, présentant des rayures propres aux chevaux primitifs.

La robe très particulière du Sorraia est toujours une variante due à la dilution par le gène Dun,, nommée souris ou isabelle en français,. Cette variante de robe est très rare parmi les chevaux domestiques, n'étant fortement représentée que chez des races primitives telles que le Fjord, le Konik et le Przewalski. 
Ruy d'Andrade signale en 1935 l'existence de deux couleurs chez la race : le souris zébré (rata gateada) et l'isabelle zébré (baia gateada). La robe est le plus souvent une base noire diluée par le gène Dun, dite souris en français (grey dun ou grullo en anglais et en espagnol,,). L'observation d'un poil de pelage du Sorraia au microscope permet de constater que les pigments y sont concentrés autour d'un axe central. Chaque poil est individuellement gris, la robe du Sorraia n'étant pas créée par un mélange de poils blancs et de poils noirs.
Ce cheval présente aussi une raie de mulet,, et des zébrures sur les membres,. Une marque primitive au niveau de l'épaule peut être présente (croix de Saint-André). La crinière et la queue sont très généralement bicolores, avec un mélange de noir et de poils plus clairs, proches de la couleur du pelage du corps,, notamment sur les côtés,. 
Le museau est toujours noir, (dit cap de maure ou cavecé de maure). Cette particularité contraste avec d'autres races de chevaux primitifs comme le Fjord et l'Exmoor, qui présentent un bout de nez blanc en raison du pangaré. Le bas des membres,, la corne du sabot et l'extrémité des oreilles sont également noirs,, tandis que l'intérieur de l'oreille contient des poils clairs. 
Il est possible que la tête présente des marques zébrées, dites cobweb,. Les poulains naissent toujours avec des marques primitives sous forme de zébrures sur les jambes, l'encolure et la croupe, en raison de la configuration de leurs poils, ces marques peuvent s'estomper durant leur croissance,. Il est ainsi possible que des Sorraia aient la crinière, la queue et le bas des membres noirs. Les marques blanches sur la tête et les membres sont impossibles chez un Sorraia de race pure. Il arrive occasionnellement qu'un poulain naisse avec des marques blanches, mais cela signifie qu'il ne sera pas enregistré dans le stud-book en tant que Sorraia.
La couleur de robe est présentée dans certains ouvrages comme une preuve de l'influence du Sorraia sur d'autres races de chevaux. Karen Dalke souligne que les robes de chevaux exprimant le gène Dun sont survalorisées chez le Mustang, et associées à une preuve d'origines ibériques et/ou Sorraia, alors que rien ne permet d'associer systématiquement une couleur de robe à une origine génétique.

### Tempérament
Le Sorraia est très robuste, rustique et sobre,,,,, il survit avec très peu de fourrage et résiste à des températures extrêmes,.
Dutson suppose que cette race a transmis une habileté au travail du bétail. Le caractère est décrit comme calme par Hendricks et comme soumis par Hubrecht, et au contraire comme affirmé dans le Guide Delachaux. Il est aussi indépendant et résistant, avec une facilité à l'apprentissage. L'animal reste agile et maniable,.

### Allures
Les aplombs de ces chevaux sont jugés comme défectueux, ou au contraire décrits comme droits. Pour Haller, les canons longs donnent une action relevée et élégante. Les allures du Sorraia sont élastiques et couvrent bien le sol.
D'après l'autrice américaine Judith Dutson, le Sorraia a une tendance aux allures latérales (telles que l'amble). La race a fait l'objet d'une étude visant à déterminer la présence de la mutation du gène DMRT3 à l'origine de ces allures supplémentaires : l'étude de 16 sujets n'a pas permis de détecter la présence de cette mutation chez le Sorraia, et il ne semble pas exister de chevaux ambleurs parmi la race.

### Génétique et conservation

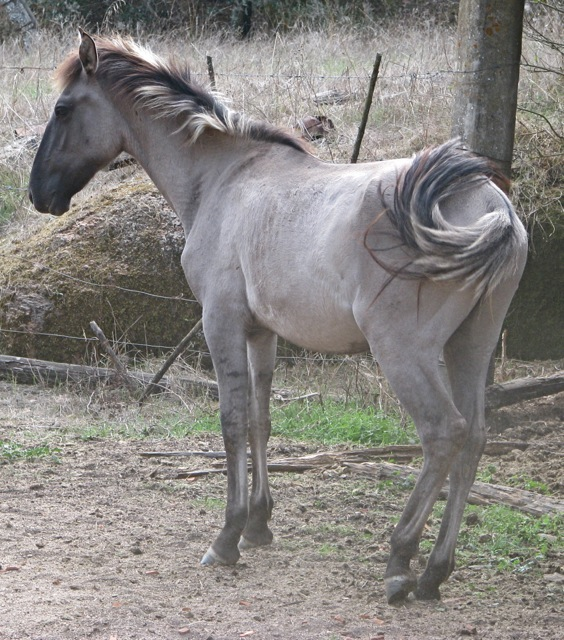
Poulain Sorraia à l'élevage de la famille D'Andrade à Font'Alva, au Portugal.

Le Sorraia est élevé selon un système de registre fermé : seuls les chevaux issus de parents eux-mêmes Sorraia sont considérés comme appartenant à la race Sorraia. Il est considéré comme n'ayant jamais reçu l'influence du cheval oriental ni des races du Nord de l'Europe,. En raison de la taille très réduite de la population, un génotypage des systèmes de groupes sanguins est généralement effectué pour prouver l'appartenance à la race. 
Le Sorraia présente un niveau de diversité génétique (analysée par microsatellite) plus bas que la majorité des autres races de chevaux. Des 12 individus fondateurs d'origine, il ne reste que 10 lignées de nos jours. Seules deux lignées maternelles subsistent, donnant deux haplotypes très différents l'un de l'autre. Cela entraîne un niveau élevé de consanguinité et de problèmes de fertilité,, qui rendent la race très vulnérable aux accidents démographiques. Les gènes du complexe majeur d'histocompatibilité (CMH), qui jouent des rôles dans le déclenchement des réponses immunitaires et la lutte contre les maladies infectieuses, présentent une variabilité moindre chez les chevaux Sorraia par comparaison à d'autres races. De plus, la fertilité est réduite par des anomalies chromosomiques, en particulier sur les chromosomes sexuels : un cas de jument au comportement d'étalon a notamment été étudié en 2011.
La population portugaise de Sorraia a vraisemblablement subi un goulet d'étranglement de population dans un passé relativement éloigné. La population allemande de Sorraia a subi la même chose, mais plus récemment. La « pauvreté génétique » du Sorraia rend son avenir incertain et fait peser une menace sérieuse sur sa pérennité. Pour assurer la survie de la race, les éleveurs portugais sont incités à pratiquer des accouplements raisonnés et à échanger des étalons entre les différentes sous-populations de Sorraia.
Les relations sociales parmi les groupes de Sorraia sauvages font l'objet d'études,,.

## Utilisations
Historiquement, le Sorraia était élevé pour le bât,, et pour le tri du bétail, sous la selle des vaqueiros, ou des campinos. Il sert désormais surtout de cheval de selle, et peut donc être monté,, y compris pour des démonstrations de dressage. Il peut potentiellement aussi être attelé, une éleveuse portugaise étant sortie en compétition d'attelage avec quatre Sorraia entiers. Un centre équestre d'Alpiarça travaille avec cette race. 
Les raisons de son élevage sont surtout liées à la curiosité. Le Sorraia est aussi impliqué dans plusieurs projets de réensauvagement, notamment au Portugal.

### Croisements

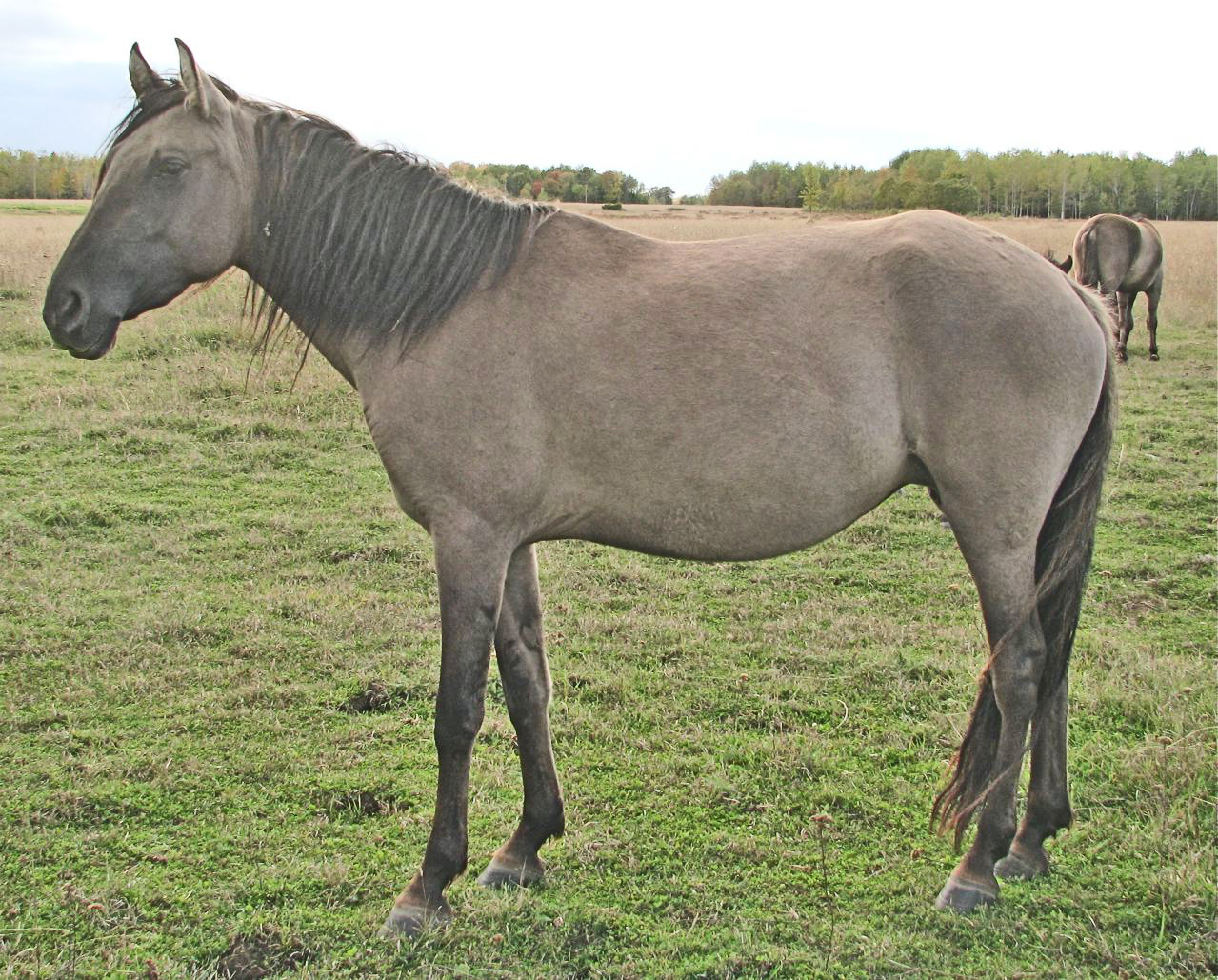
La jument Kiger Mustang Ciente, dont le morphotype est proche de celui du Sorraia.

Aux États-Unis, le Sorraia est à la base de la sélection d'une autre race de chevaux primitifs, l'American Sorraia Mustang,.
Cette sélection repose sur l'hypothèse selon laquelle les chevaux coloniaux espagnols envoyés vers les Amériques par les conquistadors étaient proches du Sorraia. Le Sorraia Mustang est un sous-groupe de Mustangs sélectionnés sur la base d'un lien de parenté entre le Mustang et le Sorraia. Comme le soulignent les experts de CAB International, l'assertion de l'association de sélection, selon laquelle le Mustang espagnol est un descendant direct du Sorraia, reste non-prouvée.

## Diffusion
Le berceau du Sorraia se situe en Espagne et au Portugal. C'est une race rare, locale et indigène du sud du Portugal. En 2007, le Sorraia est considéré comme étant en danger critique d'extinction, ; c'est toujours le cas en 2022, avec signalement de l'existence de mesures de protection.
Environ 200 individus présents dans le monde sont cités dans l'étude de Luis et al. publiée en 2007. En 2013, une autre estimation du cheptel donne plus de 400 individus ; une étude de H. J. Kjöllerström et collègues publiée en 2015 donnant un cheptel de 300 individus, toujours en danger critique d'extinction. Les données de population de DAD-IS datées de janvier 2022, considérées comme très fiables, donnent un cheptel total de 205 individus.

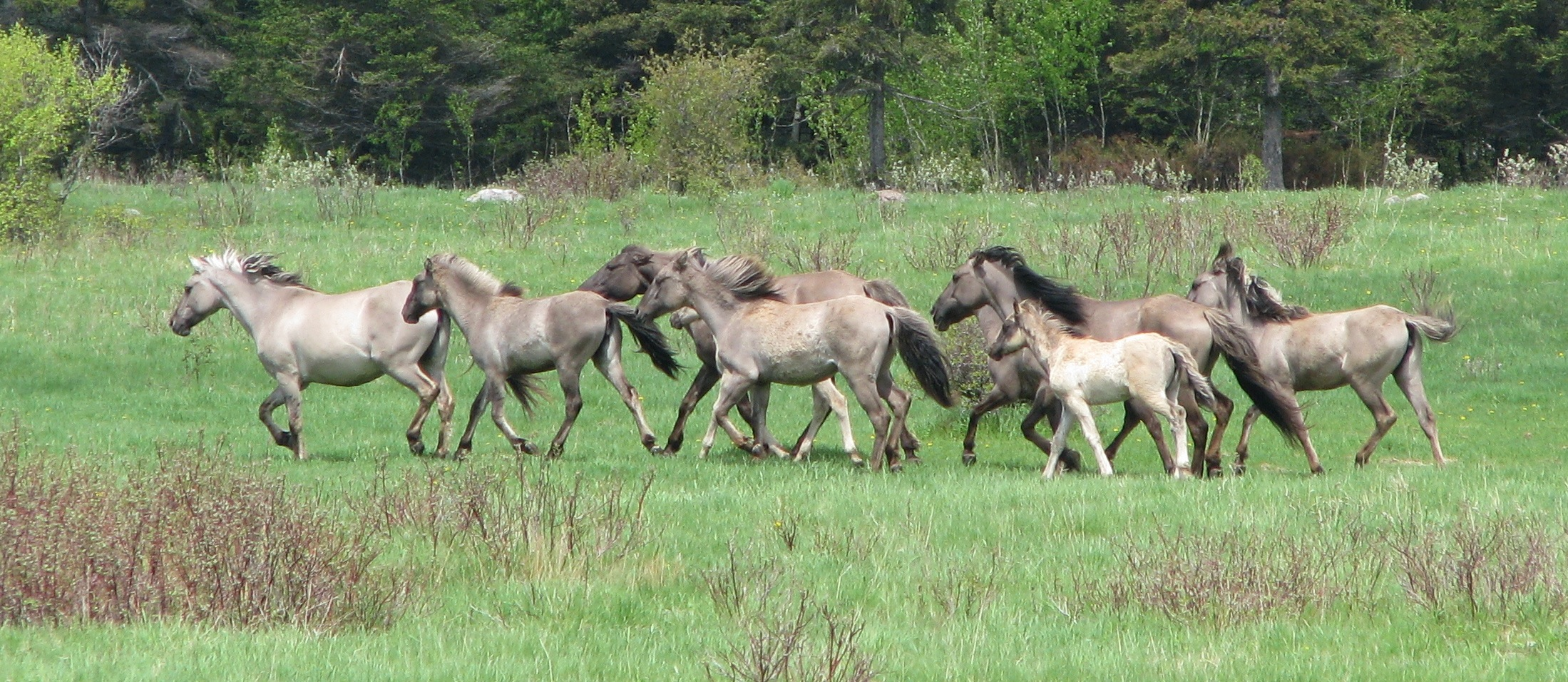
Troupeau de Sorraia dans l'Ontario, au Canada.

La population totale du Sorraia est en effet très réduite, et répartie essentiellement entre deux berceaux de conservation : le Portugal, qui compte le plus grand nombre de Sorraia, et l'Allemagne. En raison de cette population très réduite, il est difficile d'acquérir des Sorraia.

### Au Portugal
Tous les chevaux portugais proviennent du troupeau originel de Ruy d'Andrade.
Les Sorraia du Portugal appartiennent à un petit nombre de propriétaires, dont le haras de la famille d'Andrade à Font'Alva, repris par le fils de Ruy d'Andrade,, qui possède le plus grand élevage du Portugal. Le haras national portugais compte des Sorraia, récupérés après la mort de nombreux sujets en raison de la révolution des Œillets de 1975. Quelques propriétaires privés détiennent une ou deux juments. Une population d'une dizaine de chevaux est présente dans une réserve naturelle d'une quarantaine d'hectares créée sur la commune d'Alpiarça,, dont le Sorraia est l'attraction principale.

### Hors du Portugal

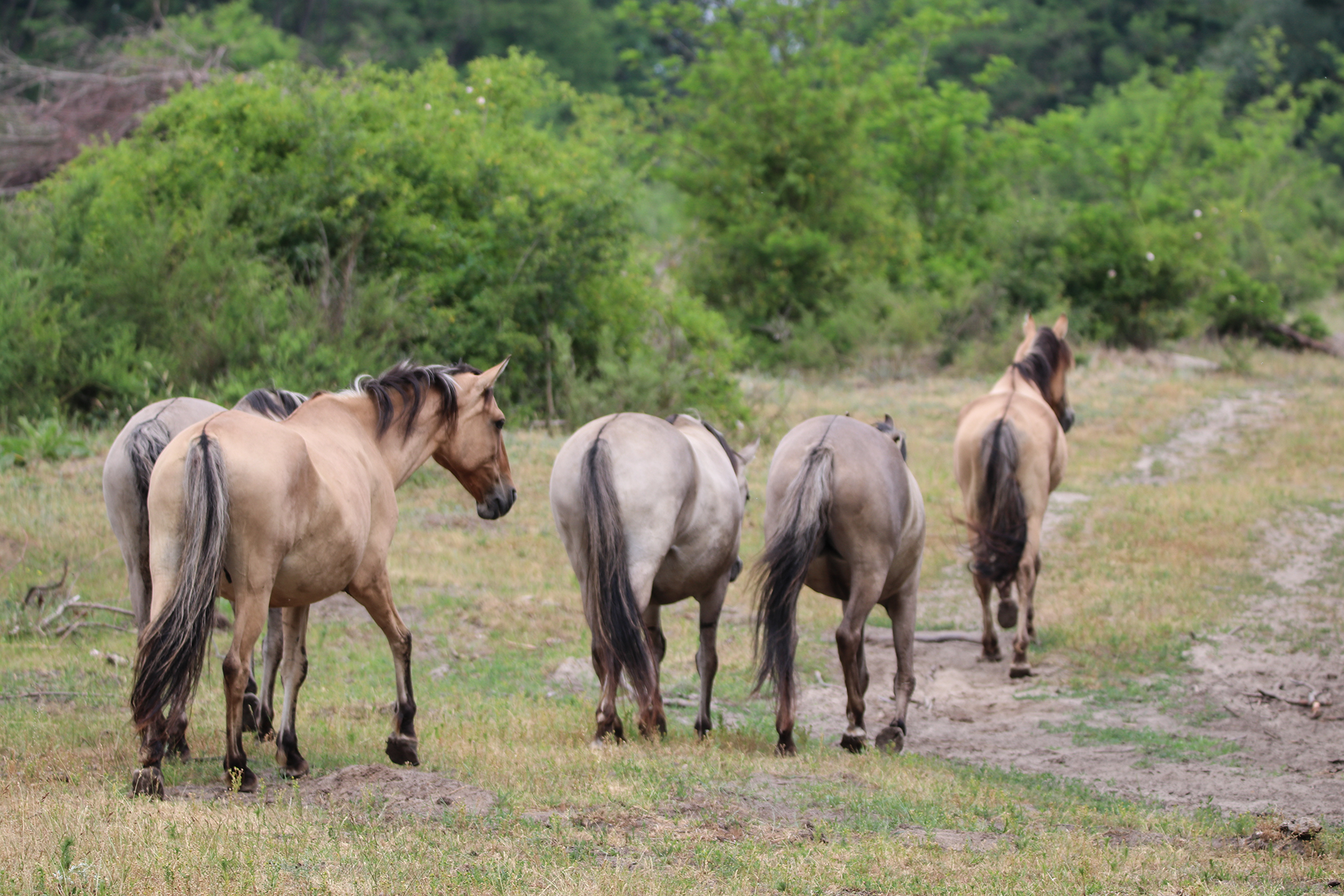
Groupe de Sorraia au Naturschutzgebiet Döberitzer Heide, près de Berlin en Allemagne.

Il existe aussi des Sorraia en Allemagne. La grande majorité des chevaux Sorraia élevés hors du Portugal descendent des sujets exportés vers l'Allemagne dans les années 1970, à l'élevage du Dr Schäfer situé près de Munich. 
Les élevages de Sorraia en France sont extrêmement rares, l'élevage de Jacki Picot à Nouic étant (en 2016) quasiment le seul à voir naître des Sorraia, mais aussi d'autres races de chevaux primitifs,. Depuis 2005, l'Académie équestre nationale du Domaine de Versailles a intégré la race Sorraia à sa cavalerie, et les présente en spectacle. Ces Sorraia sont notamment présentés en longues rênes,.
Des élevages ont également été implantés en Amérique du Nord à partir de 1999. En 2006, le troisième Sorraia importé vers l'Amérique du Nord, un étalon nommé Altamiro, est envoyé dans une réserve créée sur une zone touristique de l'île Manitoulin du lac Ontario. Cette même année, une jument Sorraia est importée pour la première fois au Brésil.

## Dans la culture
Pour le journaliste et naturaliste Stefan Schomann, le Sorraia témoigne d'une tendance à s'intéresser aux races de chevaux primitives dans le cadre d'un « retour à la nature ».
Le Sorraia est l'un des sujets du huitième livre de la série allemande Pferdeparadies Weidenhof (Paradis des chevaux Weidenhof), écrite par Sibylle Luise Binder : Im Tal der wilden Pferde (Dans la vallée des chevaux sauvages).